# Didier-Jacques Duché
Didier-Jacques Duché, né le 1er novembre 1916 et mort le 5 décembre 2010 à Paris, est un médecin français, professeur de psychiatrie à l'hôpital de la Pitié-Salpêtrière et membre de l'Académie nationale de médecine. Il est notamment reconnu pour ses travaux sur la psychiatrie de l'enfant et de l'adolescent.